# يوسف بن محمد بن يوسف المروزي
يوسف بن محمد بن يوسف المروزي كان واليًا على إمارة أرمينية والتي ضمَّت أذربيجان وأرمينيا وجورجيا والشيشيان وداغستان في القرن التاسع في الخلافة العباسية، وخدم هناك من عام 851 حتى أوائل عام 852، عندما قُتل أثناء ثورة أرمينية.

## حياته المهنية
يوسف هو ابن أبي سعيد محمد بن يوسف المروزي ، قائد الجيش الخراساني . وبعد وفاة محمد في يونيو 851، عيّن الخليفة المتوكل على الله يوسف في مناصب والده كرئيس للأمن ووالي أذربيجان وأرمينيا. وبناءً على ذلك، انطلق يوسف إلى أرمينيا وأرسل مسؤوليه الإداريين إلى جميع أنحاء المقاطعة. 
وعند وصوله إلى إمارة أرمينية، اضطر يوسف إلى التعامل مع تمرد الأمير الأرمني باغرات الثاني باغراتوني ، الذي سعى إلى السيطرة على البلاد. واستطاع تحييد باغرات بالقبض عليه وإرساله إلى الخليفة في سامراء ، إلا أن هذا الفعل أثار غضب البطريرك الأرمني بشدة، فأقسموا على قتله انتقاماً له. وشرع الباتريكوي في القضاء على الحاميات التي أقامها يوسف في المناطق الريفية من الولاية؛ كما أرسلوا التشجيع والمساعدة إلى سكان الجبال في ساسون لمهاجمة الحاكم. 
وفي أواخر شباط أو آذار 852، لحق الأرمن بيوسف في موش في تارون بعد تساقط ثلوج كثيفة وحاصروا المدينة. وبعد حصار دام عدة أيام، ذهب يوسف إلى بوابة المدينة وقاتل المتمردين، لكنه قُتل مع كل من كان بجانبه. ثم نهب الأرمن معسكره، بينما أُمر غير المقاتلين بخلع ملابسهم والخروج في الثلج؛ وسرعان ما مات معظمهم من البرد أو فقدوا أصابعهم بسبب قضمة الصقيع . 
ردًا على وفاة يوسف، أرسل المتوكل بغا الكبير إلى أرمينيا، الذي هزم المتمردين وأعاد السيطرة الخلافية على المقاطعة. 